# Telenomus lineolatus
Telenomus lineolatus är en stekelart som beskrevs av Mikhail Vasilievich Kozlov 1967. Telenomus lineolatus ingår i släktet Telenomus, och familjen gallmyggesteklar. Arten är reproducerande i Sverige.